# Erik Kjersgaard
Erik Kjersgaard (* 18. August 1931 in Kopenhagen; † 25. Juni 1995 in Aarhus) war ein dänischer Historiker und Schriftsteller, der 1982 mit dem Søren-Gyldendal-Preis ausgezeichnet wurde und in Dänemark vor allem als Produzent zahlreicher populärer Sendungen über die Geschichte Dänemarks im Danmarks Radio bekannt wurde.

## Leben
Nach dem Abitur an der Efterslægtens Skole 1949 begann Kjersgaard ein Studium der Geschichte, das er 1959 mit einem Magister abschloss. Neben seinem Studium war er zwischen 1955 und 1961 freier Mitarbeiter des Dänischen Nationalmuseums, ehe er anschließend bis 1962 Sekretär (Amanuensis) der Universität Kopenhagen war. 1962 wurde er hauptamtlicher Mitarbeiter des Nationalmuseums und war während seiner dortigen Tätigkeit zuletzt von 1976 bis 1978 Leiter der Informationsabteilung.
Nach einer anschließend Tätigkeit als Redakteur der Informationsschriften des Nationalmuseums, war er von 1982 bis zu seinem Tod Direktor des Freilichtmuseums Den Gamle By in Aarhus. 1982 wurde er mit dem Søren-Gyldendal-Preis ausgezeichnet.
Einer breiteren Öffentlichkeit wurde er in Dänemark sowohl durch seine Fachbücher zur dänischen Geschichte bekannt, mehr aber noch als Produzent zahlreicher landeshistorischer Sendungen im Danmarks Radio. Des Weiteren war er historischer Berater einiger Filme wie Raubzug der Wikinger (1964) von Jack Cardiff und Hamlet – Der Prinz von Jütland (1994) von Gabriel Axel.
Sein Sohn ist der Autor und Regisseur Clement Behrendt Kjersgaard.

## Veröffentlichungen
- Roskilde Domkirke, Fotografien von Jørgen Grønlund, 1975
- Nye Store Danmarkshistorie, 10 Bände
- Københavns Historie, 6 Bände
- Danmarkshistorien i glimt, 3 Bände

In deutscher Sprache
- Die Geschichte Dänemarks, Broschüre des Außenministeriums, 1989